# 1880 w muzyce
Wydarzenia muzyczne w 1880 roku.

## Wydarzenia
- 4 stycznia – w Pradze odbyła się premiera dwóch poematów symfonicznych: „Tábor” i „Blaník” Bedřicha Smetany[1][2]
- 20 stycznia – w Krefeld odbyła się premiera „2 Rhapsodies” op.79 Johannesa Brahmsa[1][2][3]
- 21 stycznia – w sanktpetersburskim Teatrze Maryjskim miała miejsce premiera opery Noc majowa Nikołaja Rimskiego-Korsakowa[1][2][4]
- 30 stycznia – w Hamburgu odbyła się premiera „O Heiland, reiß die Himmel auf” op.74/2 Johannesa Brahmsa[1][2][5]
- 2 lutego – w wiedeńskiej Sophiensaal miała miejsce premiera polki „Frisch Heran!” op.386 Johanna Straussa (syna)[1][2]
- 4 lutego – w Kopenhadze odbyła się premiera „Improvisations on 2 Norwegian Folk Songs” op.29 Edvarda Griega[1][2]
- 8 marca – w paryskim Théâtre Favart miała miejsce premiera opery Jean de Nivelle Léo Delibesa[1][2][6]
- 10 marca – w Cambridge w Sanders Theater miała miejsce premiera II symfonii op.34 Johna Knowlesa Paine'a[1][2][7]
- 12 marca – w paryskiej Salle Érard miała miejsce premiera „Menuet et Valse” op.56 Camille'a Saint-Saënsa[1][2]
- 24 kwietnia – w Wiedniu odbyła się premiera „Die Schwestern” op.61/1 oraz „Hüt du dich!” op.66/5[8] Johannesa Brahmsa[1][2]
- 8 maja – w Londynie odbyła się premiera „Piano Quartet” op.15 Charlesa Villiersa Stanforda[1][2]
- 22 maja – w Paryżu odbyła się premiera oratorium „La vierge” Jules’a Masseneta[1][2][9]
- 24 czerwca – w mieście Québec po raz pierwszy publicznie wykonano patriotyczną pieśń „O Canada” kompozycji Calixa Lavallée, która od 1980 jest hymnem Kanady[10]
- 22 lipca – w Wiedniu odbyła się premiera walca „Ins Centrum!” Johanna Straussa (syna)[1][2]
- 23 września – w Chrudim odbyła się premiera „Violin Sonata” op.57 Antonína Dvořáka[1][2][11]
- 30 września – w Bergen odbyła się premiera „2 Elegiac Melodies” op.34 Edvarda Griega[1][2]
- 1 października – w Theater an der Wien miała miejsce premiera operetki Das Spitzentuch der Königin Johanna Straussa (syna)[1][2][12]
- 14 października – w Sankt Petersburgu odbyła się premiera V symfonii op.107 Antona Rubinsteina[1][2]
- 15 października
  - w Leeds podczas Leeds Musical Festival odbyła się premiera kantaty The Martyr of Antioch Arthura Sullivana[1][2][13]
  - w Hamburgu odbyła się premiera Violin Concerto No.3 op.61 Camille'a Saint-Saënsa[1][2][14]
- 24 października – w Madrycie odbyła się premiera „Jota Aragonese” op.64 Camille'a Saint-Saënsa[1][2]
- 30 października
  - w Sankt Petersburgu odbyła się premiera marsza „The Capture of Kars” Modesta Musorgskiego[1][2]
  - w paryskim Théâtre de la Renaissance miała miejsce premiera opery Belle Lurette Jacques’a Offenbacha[1][2][15]
- 3 listopada – po raz pierwszy wykonano publicznie pieśń „Kimi ga yo”, która od 1999 jest oficjalnym hymnem Japonii[16]
- 7 listopada – w Wiener Musikverein miała miejsce premiera walca „Rosen aus dem Süden” op.388 Johanna Straussa (syna)[1][2]
- 14 listopada – w paryskim Théâtre du Châtelet miała miejsce premiera „Morceau de Concert” op.62 Camille'a Saint-Saënsa[1][2]
- 7 grudnia – w wiedeńskiej Sophiensaal miała miejsce premiera wersji chóralnej polki „Burschenwanderung” op.389 Johanna Straussa (syna)[1][2]
- 12 grudnia
  - w Brnie odbyła się premiera „Autumn Song” Leoša Janáčka[1][2]
  - w Wiener Musikverein miała miejsce premiera „Gavotte der Königin” op.391 Johanna Straussa (syna)[1][2]
  - w paryskim Théâtre du Châtelet miała miejsce premiera „Marche funèbre” Georges’a Bizeta[1][2]
- 16 grudnia – w Pradze odbyła się premiera „Piano Quartet No.1” op.23 Antonína Dvořáka[1][2]
- 18 grudnia – w Moskwie odbyła się premiera „Italian Capriccio” op.45 Piotra Czajkowskiego[1][2][17]
- 19 grudnia – w Paryżu odbyła się premiera „Suite Algérienne” op.60 Camille'a Saint-Saënsa[1][2]
- 23 grudnia – w praskim Provisional Theatre miała miejsce premiera mszy Stabat Mater op.58 Antonína Dvořáka[1][2][18]
- 26 grudnia – w Wiener Musikverein miała miejsce premiera „Tragic Overture” op.81 Johannesa Brahmsa[1][2][19]
- 28 grudnia – odbyła się premiera „Septuor” op.65 Camille'a Saint-Saënsa[1][2][20]

## Urodzili się
- 5 stycznia – Nikołaj Medtner, rosyjski kompozytor i pianista (zm. 1951)
- 1 lutego
  - Antonio Guarnieri, włoski dyrygent, wiolonczelista i kompozytor (zm. 1952)
  - Francesco Balilla Pratella, włoski kompozytor i muzykolog (zm. 1955)
- 14 lutego – Maria Labia, włoska śpiewaczka operowa (sopran) (zm. 1953)
- 19 lutego
  - Henryk Adamus, polski kompozytor, wiolonczelista i dyrygent (zm. 1950)
  - Arthur Shepherd, amerykański kompozytor i dyrygent (zm. 1958)
- 17 marca – Guillermo Uribe Holguín, kolumbijski kompozytor i pedagog (zm. 1971)
- 18 marca – Józef Lehrer, polski kompozytor i dyrygent pochodzenia żydowskiego (zm. 1941)
- 11 kwietnia – Bernardino Molinari, włoski dyrygent (zm. 1952)
- 25 kwietnia – Michaił Fokin, rosyjski tancerz i choreograf (zm. 1942)
- 29 kwietnia – Adolf Chybiński, polski muzykolog, historyk muzyki, profesor (zm. 1952)
- 9 maja – Mihkel Lüdig, estoński kompozytor i organista (zm. 1958)
- 2 lipca – Albert Szirmai, węgierski kompozytor operetkowy (zm. 1967)
- 3 lipca – Carl Schuricht, niemiecki dyrygent (zm. 1967)
- 5 lipca – Jan Kubelík, czeski skrzypek i kompozytor (zm. 1940)
- 7 lipca – Adam Wyleżyński, polski skrzypek, dyrygent i pedagog muzyczny (zm. 1954)
- 12 lipca – Louis Cahuzac, francuski klarnecista i kompozytor (zm. 1960)
- 21 lipca – Bronisław Romaniszyn, polski śpiewak operowy (tenor), pedagog, dyplomata, działacz społeczny (zm. 1963)
- 24 lipca – Ernest Bloch, amerykański kompozytor, pedagog i dyrygent pochodzenia szwajcarskiego (zm. 1959)
- 25 sierpnia – Robert Stolz, austriacki kompozytor i dyrygent (zm. 1975)
- 19 września – Zequinha de Abreu, brazylijski kompozytor, flecista i klarnecista (zm. 1935)
- 20 września – Ildebrando Pizzetti, włoski kompozytor muzyki klasycznej, muzykolog i krytyk muzyczny (zm. 1968)
- 24 września – Juliusz Wertheim, polski pianista, dyrygent i kompozytor (zm. 1928)
- 27 września – Jacques Thibaud, francuski skrzypek (zm. 1953)
- 28 września – Stanko Premrl, słoweński duchowny, kompozytor oraz pedagog muzyczny (zm. 1965)
- 29 września – Helena Kijeńska-Dobkiewiczowa, polska pianistka, pedagog (zm. 1962)
- 8 października – Nora Bayesa, amerykańska piosenkarka i aktorka (zm. 1928)
- 12 października – Healey Willan, angielsko-kanadyjski organista i kompozytor (zm. 1968)
- 2 listopada – John Foulds, brytyjski kompozytor muzyki klasycznej (zm. 1939)
- 6 listopada – Jörg Mager, niemiecki organista, teoretyk muzyki i konstruktor instrumentów muzycznych (zm. 1939)
- 9 listopada – Rudolf Karel, czeski kompozytor (zm. 1945)
- 18 grudnia – Wilhelm von Winterfeld, niemiecki pianista, skrzypek, kompozytor, pedagog (zm. 1943)
- 19 grudnia – Wacław Aleksander Lachman, polski kompozytor, dyrygent, pedagog, autor podręczników i śpiewników (zm. 1963)
- 30 grudnia – Alfred Einstein, niemiecki muzykolog, od 1944 obywatel USA (zm. 1952)

Data dzienna nieznana
- Adam Andrzejowski, polski skrzypek, kompozytor i pedagog (zm. 1920)
- Marija Kuzniecowa, rosyjska śpiewaczka operowa (sopran) (zm. 1966)

## Zmarli
- 5 marca – Wojciech Sowiński, polski pianista, kompozytor i publicysta muzyczny (ur. 1805)
- 31 marca – Henryk Wieniawski, polski kompozytor i skrzypek (ur. 1835)
- 3 kwietnia – Felicita Vestvali, niemiecka śpiewaczka operowa i aktorka (ur. 1831)
- 9 maja – Hermann Berens, szwedzki kompozytor i pedagog muzyczny (ur. 1826)
- 10 maja – John Goss, angielski kompozytor i organista (ur. 1800)
- 16 maja – Karl August Krebs, niemiecki kompozytor i dyrygent (ur. 1804)
- 17 maja – Henry Cohen, francuski numizmatyk, bibliograf, muzykolog i kompozytor (ur. 1806)
- 8 sierpnia – Józef Pławiński, polski kompozytor, działacz socjalistyczny (ur. 1853)
- 17 sierpnia – Ole Bull, norweski skrzypek i kompozytor okresu romantyzmu (ur. 1810)
- 5 października – Jacques Offenbach, francuski kompozytor (ur. 1819)
- 16 października – Edward Wolff, polski pianista i kompozytor (ur. 1816)
- 24 listopada – Napoléon-Henri Reber, francuski kompozytor (ur. 1807)
- 2 grudnia – Josephine Lang, niemiecka kompozytorka muzyki klasycznej (ur. 1815)
- 27 grudnia – Alessandro Nini, włoski kompozytor (ur. 1805)